# Conotrochus brunneus
Conotrochus brunneus är en korallart som först beskrevs av Henry Nottidge Moseley 1881.  Conotrochus brunneus ingår i släktet Conotrochus och familjen Caryophylliidae. Inga underarter finns listade i Catalogue of Life.